# Chuột Harvard
Chuột Harvard hay còn gọi là chuột Onco (OncoMouse) là một loại chuột thí nghiệm của giống chuột nhắt (Mus musculus) đã được biến đổi gen bằng cách sử dụng các biến đổi được thiết kế bởi Philip Leder và Timothy A Stewart của Đại học Harvard để mang một gen cụ thể gọi là oncogene kích hoạt (v-Ha-ras dưới sự kiểm soát của các virus promoter khối u vú của chuột). Các oncogen kích hoạt làm tăng đáng kể sự nhạy cảm của chuột đối với ung thư và do đó làm cho con chuột thích hợp cho hoạt động nghiên cứu ung thư. 

## Quyền sở hữu
Các quyền đối với sáng chế thuộc sở hữu của DuPont cho đến gần đây. USPTO phát hiện ra rằng bằng sáng chế đã hết hạn vào năm 2005, có nghĩa là Oncomouse hiện được miễn phí cho các bên khác sử dụng (mặc dù tên không phải là "OncoMouse" là một nhãn hiệu đã đăng ký). Các đơn đăng ký sáng chế trên OncoMouse đã được đệ trình hồi giữa những năm 1980 ở nhiều quốc gia như Hoa Kỳ, Canada, Châu Âu thông qua Cơ quan Sáng chế Châu Âu (EPO) và Nhật Bản.
Tại Canada, Toà án Tối cao năm 2002 đã bác bỏ bằng sáng chế tại Đại học Harvard và Canada (Ủy viên Bằng sáng chế), làm đảo lộn phán quyết của Toà án Liên bang về Khiếu nại mà phán quyết cho bằng độc quyền sáng chế. Tuy nhiên, vào ngày 7 tháng 10 năm 2003, bằng sáng chế của Canada 1 3341 442 CA 1341442 đã được cấp cho Đại học Harvard. Tòa án tối cao đã bác bỏ toàn bộ đơn đăng ký sáng chế trên cơ sở những tuyên bố này, nhưng luật bằng sáng chế Canada đã cho phép những tuyên bố được sửa đổi cho phép theo các quy tắc trước ngày Hiệp định chung về Thuế quan và Thương mại và bằng sáng chế vẫn có hiệu lực đến năm 2020.
Tại Hoa Kỳ là quốc gia gốc mà giống chuột này được cho đã lai tạo ra thì vào năm 1988, Văn phòng Sáng chế và Nhãn hiệu Hoa Kỳ (USPTO) đã cấp bằng sáng chế Hoa Kỳ số 4.736.866 (nộp ngày 22 tháng 4 năm 1984, phát hành ngày 12 tháng 4 năm 1988, hết hạn ngày 12 tháng 4 năm 2005) cho Đại học Harvard và dõng dạc tuyên bố rằng một động vật có vú không chuyển gen có chứa tế bào mầm và các tế bào soma bao gồm một chuỗi oncogen được kích hoạt tái tổ hợp được đưa vào động vật có vú nói trên.
Việc tuyên bố đã loại trừ rõ ràng con người, rõ ràng phản ánh các mối quan tâm về đạo đức và luật pháp về các bằng sáng chế về con người, và về việc sửa đổi bộ gen của con người. Đáng chú ý, không có tòa án Hoa Kỳ nào được gọi để quyết định tính hiệu lực của bằng sáng chế này. Hai bằng sáng chế riêng biệt đã được ban hành cho Trường Harvard bao gồm các phương pháp để cung cấp văn hóa tế bào từ một động vật không biến đổi gen ở người và các phương pháp thử nghiệm sử dụng gen chuyển gien chuột biểu lộ dương tính.